# Jalal-ud-din Jalal Baba
Jalal-ud-din Jalal Baba ou plus simplement Jalal Baba (en ourdou : جلال بابا), né le 3 mars 1901 et mort le 21 janvier 1981, est un homme politique pakistanais, partisan du mouvement pour le Pakistan. Il est originaire d'Abbottabad, dans la région de Hazara.
Il rejoint la Ligue musulmane en 1935 puis devient chef du parti dans la région de Hazara dans les années 1940. Il joue un important rôle pour rallier sa région natale envers le mouvement pour l'indépendance du Pakistan, et contribue à faire basculer la province de la Frontière du Nord-Ouest vers le Pakistan. Après la fondation du pays le 15 août 1947, Jalal Baba continue de défendre sa région natale au niveau national.